# 港湾 (新加坡)
港湾（英語：Harbourfront）是位於新加坡南部的一個海濱區，為红山規劃區的分區之一。
港灣的主要道路包括吉寶路 (Keppel Way) 和直落布蘭雅路 (Telok Blangah Road)。附近的著名建築包括港灣中心、新加坡郵輪中心、聖占姆士發電廠、怡豐城和花芭山纜車。

## 名稱來源
該地區最初被稱為謝林（Seah Im）或渣甸台（Jardine Steps）。在2000年代新加坡港擴建後，當地發展成廣場並更名為港灣，旨在賦予該地區更高檔的感覺。

## 歷史
港灣曾經靠近新加坡主島的最南端，直到丹戎巴葛和大士 (新加坡)進行填海造地。其位於吉寶港的庇護水域，幫助該地區作為毗鄰吉寶造船廠的商業區蓬勃發展，特別是隨著1978年前世界貿易中心的建成。隨後，世界貿易中心展覽館在世界貿易中心旁建成。同時，港灣後來成為當交通樞紐，有渡輪前往聖淘沙和巴淡島等其他地區目的地。其中，新加坡郵輪中心於1991年在港灣開業，是全國第一個國際遊輪碼頭。
在造船廠關閉後，該地區進行了大規模的重建。在2000年代初期引入「港灣」一名，指的是緊鄰世界貿易中心的地區，當時該中心正在進行一項重大翻新工程。前世界貿易中心重新命名為港灣中心，其鄰近的展覽中心也被拆除，為怡豐城的建設作準備，升級纜車塔並建造兩座新辦公大樓與其相鄰。隨著港灣地鐵站的開通和港灣巴士換乘站的擴建，該地區的交通狀況得到了極大改善。此外，連接聖淘沙的新單軌列車聖淘沙捷運已於2007年1月15日竣工並啟用。

## 圖集

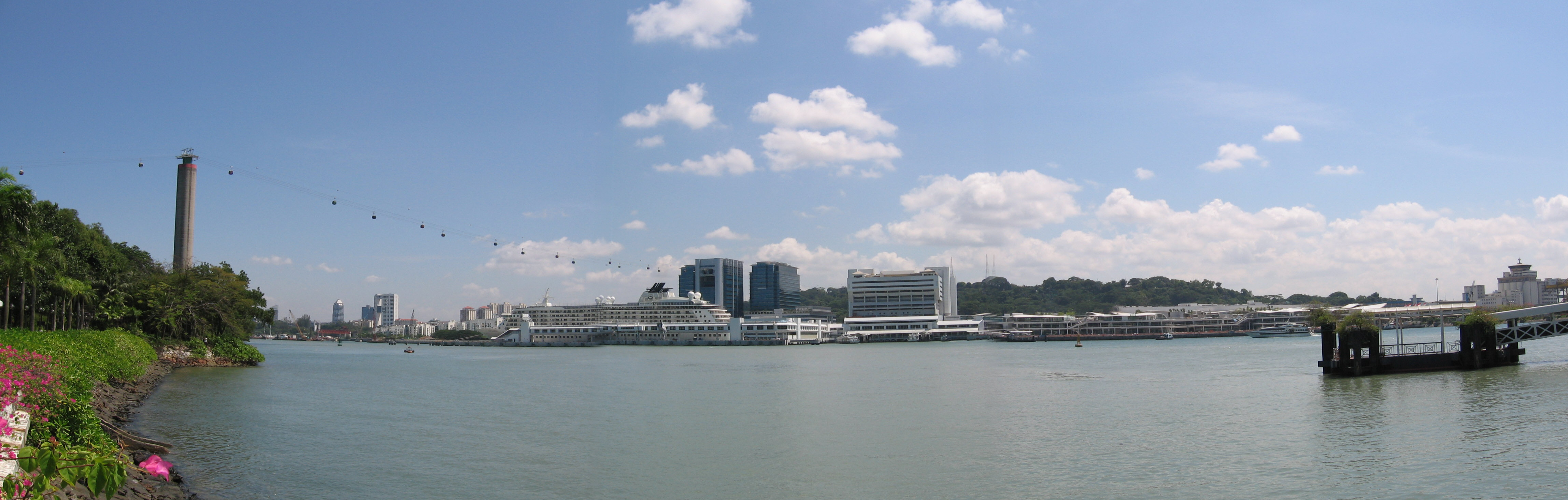
港灣全景（2006年）

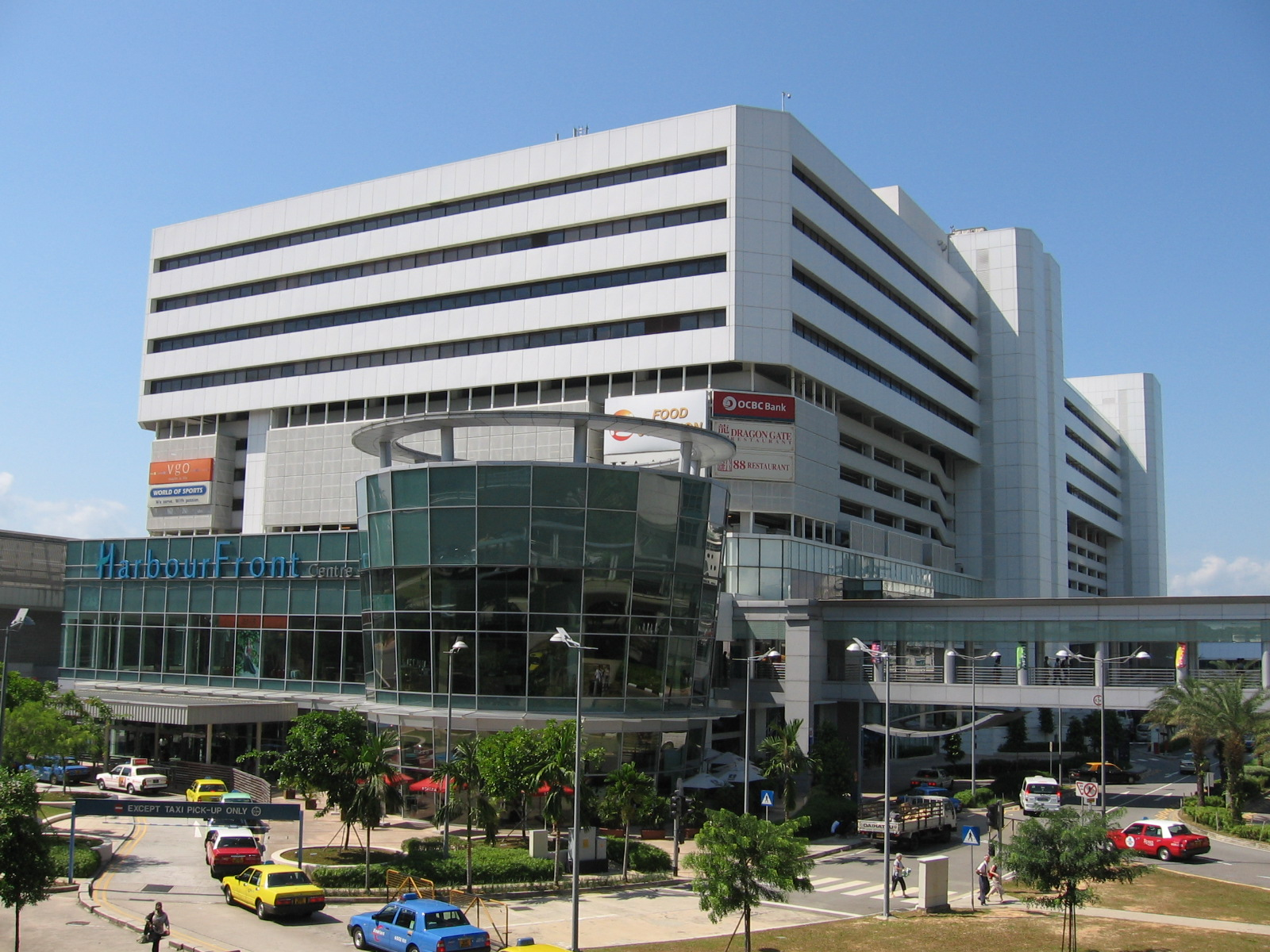
港湾中心（2006年）
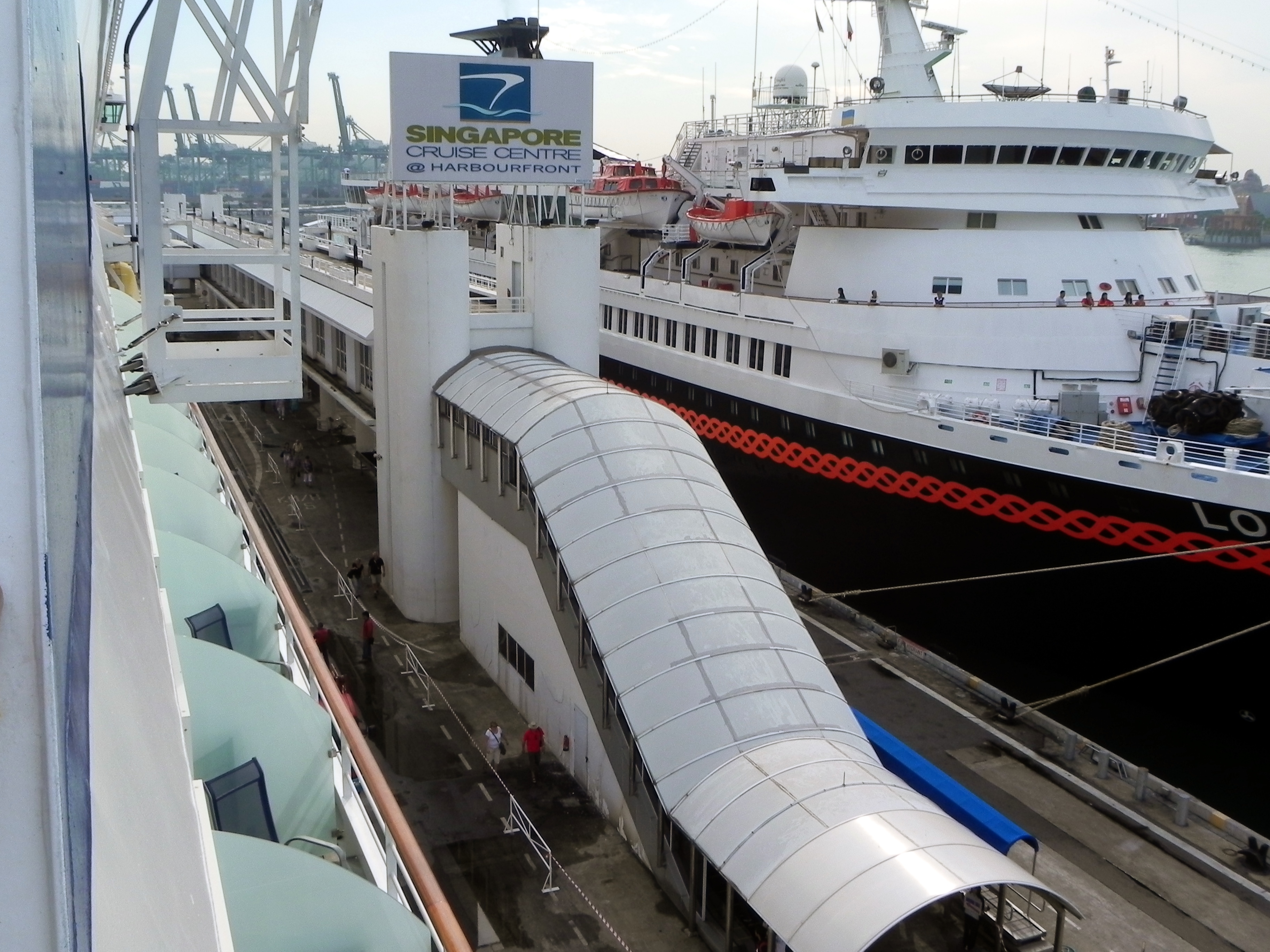
新加坡郵輪中心（2010年）
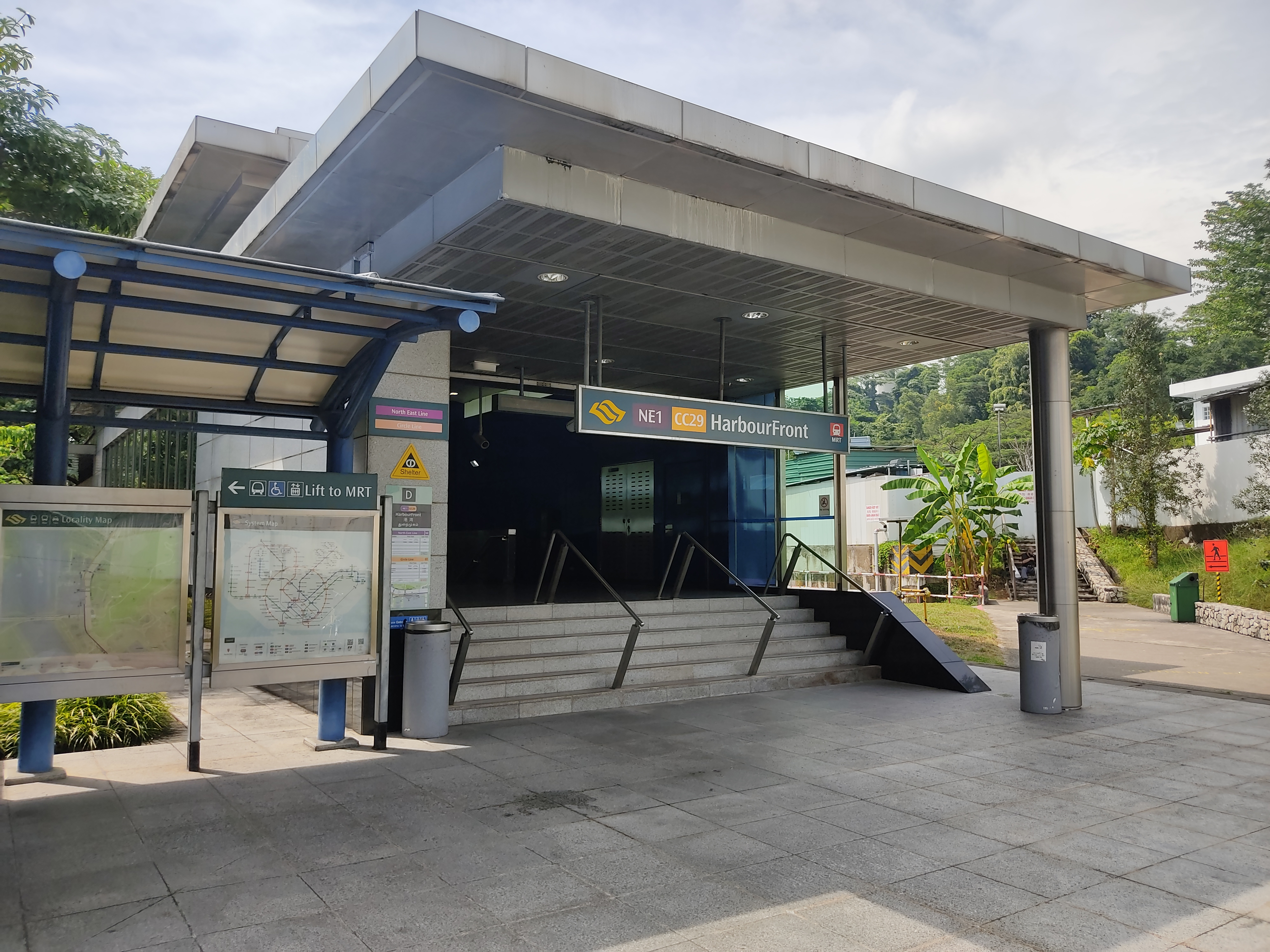
港灣地鐵站